# Luché-Pringé
Luché-Pringé é uma comuna francesa na região administrativa da Pays de la Loire, no departamento de Sarthe. Estende-se por uma área de 49,39 km². Em 2010 a comuna tinha 1 569 habitantes (densidade: 31,8 hab./km²).